# Nordsee (Schiff, 1914)
Die Nordsee wurde 1914 als Verkehrsdampfer für den Inseldienst nach Helgoland geplant und gebaut, aber von der Kaiserlichen Marine übernommen und im Ersten Weltkrieg als Tender eingesetzt und von 1921 bis 1945 von der Reichsmarine bzw. Kriegsmarine als Begleitschiff für Schnellboote und Räumboote genutzt.

## Kaiserliche Marine
Das 56,6 Meter lange, mit 859 BRT vermessene und 12 Knoten schnelle Schiff lief am 4. Juli 1914 bei den Atlas-Werken in Bremen vom Stapel. Es wurde bei Beginn des Krieges, nur wenige Wochen später, von der Kaiserlichen Marine in Besitz genommen und am 5. Oktober 1914 als Tender für die Vorpostenboote bei der Nordseevorpostenflottille in Dienst gestellt. Hauptaufgabe war die Versorgung der vor der Küste liegenden Vorpostenboote mit Grundbedarf, Post und Auswechselbesatzungen. Bei Kriegsende wurde die Nordsee zunächst in die Tenderhalbflottille des Befehlshabers der Seestreitkräfte Nordsee überstellt und dann am 30. Juni 1919 außer Dienst gestellt.

## Reichs- und Kriegsmarine
Das Schiff wurde am 16. Februar 1921 von der Reichsmarine reaktiviert und als Stationstender der Marinestation der Ostsee eingesetzt.  Nachdem die Reichsmarine, die eine neue Schnellbootswaffe plante, ab August 1925 Übungen mit versteckt angeschafften schnellen Motorbooten begonnen und die vorhandenen alten Boote 1926 mit neuen Motoren ausgestattet hatte, wurde im Frühjahr 1927 beschlossen, diese Boote in Kiel zu stationieren und sie noch im selben Jahr als Halbflottille mit der alten Nordsee als Tender in Dienst zu stellen. Bis zur Indienststellung des neuen Schnellbootbegleitschiffs Tsingtau im September 1934 diente die Nordsee als Begleitschiff der 1. Schnellboot-Flottille, die anfangs aus sieben verbliebenen Booten aus dem Ersten Weltkrieg und ab 1932 den ersten vier Neubauten (S 1 bis S 4) der Reichsmarine bestand.
Am 1. Oktober 1934 kam die Nordsee zur Marineschule Mürwik.  Am 13. Februar 1939 wurde sie offiziell als Schulboot klassifiziert. Während des Zweiten Weltkriegs wurde die Nordsee 1942/43 zum Räumboot-Begleitschiff umgerüstet und am 15. November 1943 als Tender der 13. R-Flottille zugewiesen, die in der Deutschen Bucht eingesetzt war.

## Nachkriegsdienst und Ende
Nach Kriegsende war das Schiff mit der 13. Räumflottille in Cuxhaven als Teil der 2. Minenräumdivision dem Deutschen Minenräumdienst zugeteilt; die Flottille räumte bis Dezember 1947 Minen in der Deutschen Bucht und entlang der Nordseeküste.  Das Schiff wurde am 13. Dezember 1947 an die USA übergeben und 1949 in Belgien abgewrackt.